# Servon-sur-Vilaine
Servon-sur-Vilaine è un comune francese di 3 599 abitanti situato nel dipartimento dell'Ille-et-Vilaine nella regione della Bretagna.

## Società

### Evoluzione demografica
Abitanti censiti